# Pentagram
『Pentagram』（ペンタグラム）は、IVORY7 CHORDのアルバム。

## 概要
バンド名を大文字に改め、ビーイング関連インディーズレーベルからリリースしたアルバム。大西俊也にとっては3月28日にcutting edgeからALTKEY名義でリリースしたカバーアルバム「Re:Colors 00's cover collection」から2週連続でリリースしたことになる。大西は本作について、「熱く語るガラじゃないけど、もっと何かを伝えたいし、つながりたい」とコメントしている。

## 収録曲
1. Bloom for 3 days
作詞：直江慶・大西俊也　作曲：大西俊也　編曲：IVORY7 CHORD
2. The virtual world
作詞：直江慶・大西俊也　作曲：大西俊也　編曲：IVORY7 CHORD
3. Season of child
作詞：直江慶　作曲：大西俊也　編曲：IVORY7 CHORD
4. Star bird
作詞・作曲：大西俊也　編曲：IVORY7 CHORD
5. Re:light
作詞：直江慶・大西俊也　作曲：大西俊也　編曲：IVORY7 CHORD
6. Clash
作詞：直江慶　作曲：大西俊也　編曲：IVORY7 CHORD
7. A means of escape(instrumental)
作曲・編曲：大西俊也
8. 4 words
作詞・作曲：大西俊也　編曲：IVORY7 CHORD
9. You're gone so fast
作詞：直江慶　作曲：直江慶・大西俊也　編曲：IVORY7 CHORD
10. White apple
作詞：直江慶・大西俊也　作曲：大西俊也　編曲：IVORY7 CHORD
11. u.s.o
作詞・作曲・編曲：大西俊也

## レコーディング参加
- 大西俊也 - ボーカル、ギター
- 三谷和弘 - ギター
- 直江慶 - キーボード、コーラス
- 吉田昇吾 - ドラム
  - 新井遼一（DUB STRUCTURE #9） - ベース[5]